# Saurauia confusa
Saurauia confusa är en tvåhjärtbladig växtart som beskrevs av Elmer Drew Merrill. Saurauia confusa ingår i släktet Saurauia och familjen Actinidiaceae. Inga underarter finns listade i Catalogue of Life.